# Sirlene de Souza Pinho

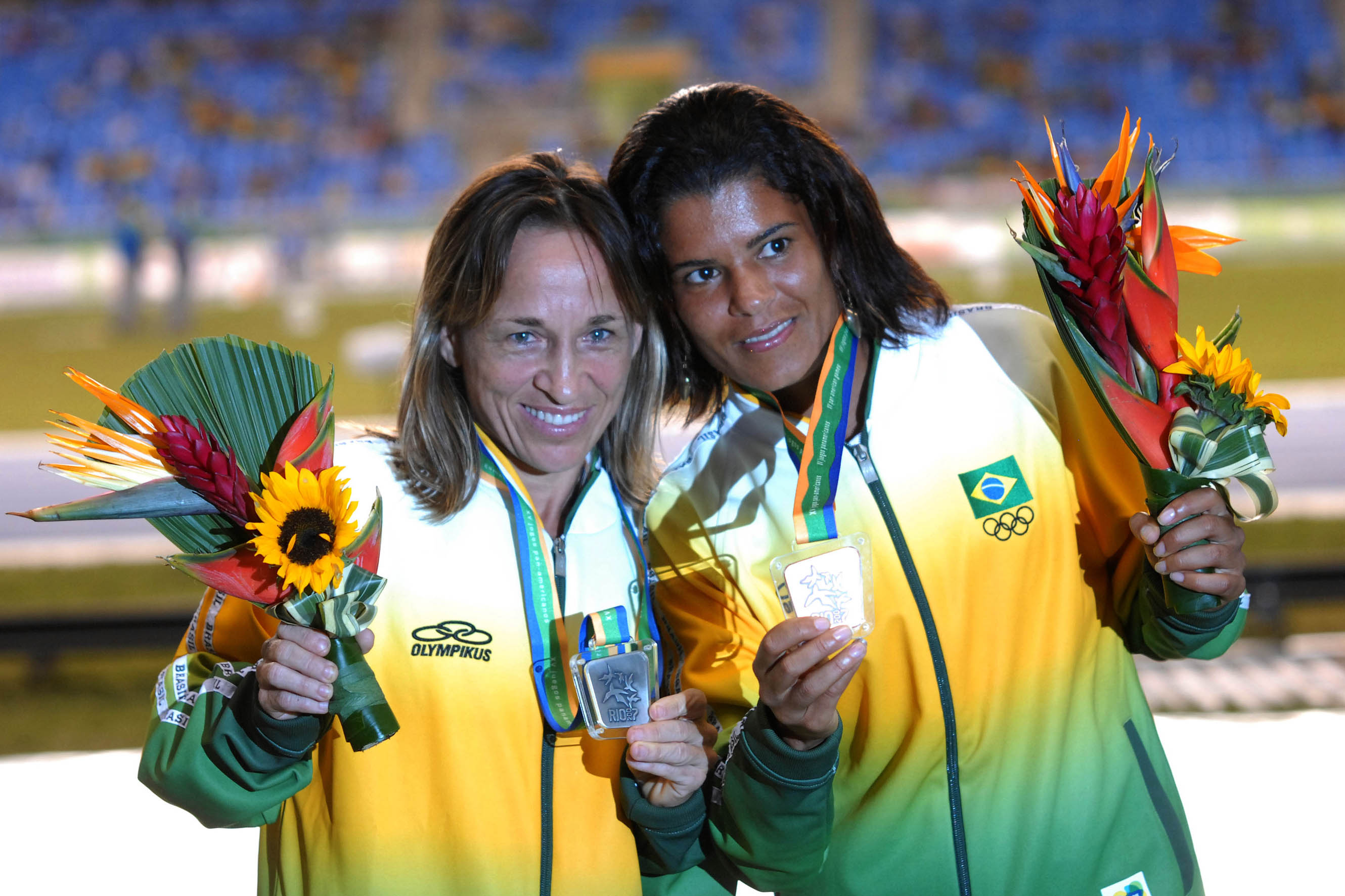
Sirlene de Pinho (à direita) com Márcia Narloch

Sirlene de Souza Pinho é uma atleta brasileira natural de Santaluz.

## Carreira
Foi descoberta pelo ultramaratonista Valmir Nunes na época em trabalhava como empregada doméstica em sua residência, Sirlene passou a treinar a partir de 2001. Da Bahia, migrou para Santos, em São Paulo ainda na adolescência. A atleta despontou no atletismo em 2003. Em 2004, devido a uma contusão na tíbia ficou fora das principais disputas do calendário. Já recuperada e dando foco aos treinos para as meia maratonas e maratonas, em abril de 2005, conquistou a Meia Maratona da Corpore.

## Conquistas
Ficou em 5ª nas 10 Milhas Garoto, 2ª nos 8 km AT Guarujá, campeã da Meia Maratona da Corpore de 2006 e de 2005, da Meia Maratona do Rio de Janeiro de 2005, da Meia Maratona A Tribuna – Praia Grande da 2005, dos 10 km de Campinas de 2005, vice-campeã da Maratona de São Paulo de 2005, do Campeonato Ibero-Americano de Meia Maratona na Venezuela de 2005, 5ª na São Silvestre de 2003, vice na Volta da Pampulha de 2003 e 2005 e 3ª nos 10 KM Tribuna FM de 2003, em Santos.